# یرواند یکم
یرواند یکم (ارمنی: Երուանդ Ա) (انگلیسی: Orontes I) یک نجیب‌زاده باختری که در نیمه اول سده چهارم پیش از میلاد به عنوان فرمانده نظامی شاهنشاهی هخامنشی خدمت می‌کرد. همچنین پس از نبرد کوناکسا، یرواند یکم از سوی هخامنشیان به عنوان ساتراپ ارمنستان منصوب شد که بین سال‌های ۴۰۱–۳۴۴ پیش از میلاد سلطنت کرد. در حدود سال ۳۴۴ پیش از میلاد درگذشت.

## شرکت در سرکوب شورش اواگوراس
در سال ۳۸۰ پیش از میلاد، یرواند به همراه ساتراپ تیروز به رهبری لشکرکشی علیه اواگوراس یکم (حکومت ۴۱۱–۳۷۴ پ. م)، پادشاه سلامیس در قبرس گماشته شدند. این لشکرکشی در ابتدا موفقیت‌آمیز بود و اواگوراس پیشنهاد صلح داد. با این حال، پس از شکست مذاکرات بین او و تیروز، یرواند دوم وی را به طولانی کردن عمدی جنگ و برنامه‌ریزی برای اعلام استقلال متهم کرد.
این امر منجر به اخراج و زندانی شدن تیروز شد. به دنبال آن زنجیره‌ای از وقایع رخ داد که در نهایت نیروهای ایرانی را تضعیف کرد و یرواند را مجبور کرد در سال ۳۸۰ پیش از میلاد با اواگوراس صلح کند. شرایط قرارداد این بود که اواگوراس موظف بود به پادشاه ایران خراج بپردازد، اما به عنوان یک پادشاه تابع و نه برده. اردشیر دوم نتیجه جنگ را رضایت بخش ندانست، زیرا ۱۵۰۰۰ تالنت طلا هزینه داشت و در نتیجه یرواند مورد نارضایتی قرار گرفت.

## شرکت در شورش بزرگ ساتراپ‌ها
یرواند بعداً در سال ۳۶۲–۳۶۱ پیش از میلاد دوباره به عنوان ساتراپ میسیا منصوب شد. اما در همین حال به عنوان عضوی از ساتراپ‌های شورشگر آسیای صغیر ظاهر شد. این شورش کوتاه‌مدت بود، زیرا یرواند به متحدان خود خیانت کرد و وفاداری خود را به اردشیر دوم اعلام کرد. به گفته مورخ کلاسیک یونانی دیودور سیسیلی، یرواند فکر می‌کرد که اگر در چنین نقطه حساسی چنین کند، پاداش زیادی نصیب او خواهد شد. از آنجایی که یرواند سربازان و پول را در اختیار داشت، بسیاری از ساتراپ‌های شورشی دیگر از این روش پیروی کردند. در سال ۳۶۰–۳۵۹ پیش از میلاد، شورش پایان یافت.
یرواند برای بار دوم در ۳۵۴ تا ۳۵۳ پیش از میلاد قیام کرد، به احتمال زیاد به دلیل ناامیدی از دریافت پاداش‌هایی که قرار بود توسط شاه دریافت کرد. او شهر پرگامون را تصرف کرد، اما سرانجام با پسر و جانشین اردشیر دوم یعنی اردشیر سوم (۳۵۸–۳۳۸ پیش از میلاد) آشتی کرد و شهر را به او پس داد. یرواند بعداً در سال ۳۴۴ پیش از میلاد درگذشت.
یرواند به عنوان اجداد دودمان یرواندی در نظر گرفته می‌شود که خود را در ارمنستان، سوفن و کوماژن در دوران هخامنشیان و دوره هلنیستی تأسیس کردند.
یرواند دوم که ساتراپ ارمنستان و گروه ارمنی را در نبرد گوگمل در سال ۳۳۱ پیش از میلاد رهبری کرد، پسر یرواند بود.